# María Rosa Fugazot
María Rosa Fugazot (Vicente López, 20 de diciembre de 1942) es una actriz, comediante, cantante y ex vedette argentina.

## Carrera profesional
Hija de María Esther Gamas y de Roberto Fugazot. Tiene una hermana mayor. Debutó en teatro a los 15 años trabajando primero en comedia, y luego en varios géneros como el drama, la revista, shows, etc. Fue cantante de la orquesta de Eddie Pequenino, acompañó a Frank Sinatra Jr., con Tony Dorsey en la orquesta. En 1966 debutó en cine con un pequeño papel en Las locas del conventillo, de Fernando Ayala y en 1967 se unió al elenco de Operación Ja-Já, de Hugo y Gerardo Sofovich, donde actuaron grandes cómicos como Fidel Pintos, Vicente La Russa, Juan Carlos Altavista, César Bertrand, entre otros.
Luego integró los elencos de ciclos televisivos y filmes protagonizados por Alberto Olmedo, Jorge Porcel, Susana Giménez y Julio de Grazia, como Alberto y Susana, y Los caballeros de la cama redonda, Mi novia el..., El rey de los exhortos. En los años ochenta actuó en ciclos dirigidos por los hermanos Sofovich, como La peluquería de don Mateo, con Jorge Porcel. Fue parte de los filmes Chúmbale y El día que me amen.
En 1989 trabajó en Las comedias de Darío Vittori en el papel de Roberta junto al gran cómico en el episodio «De profesión: mano derecha», junto a Pachi Armas, María Fiorentino, María José Demare y Carlos Mena.
Participó en teatro en obras como El jardín de los cerezos, Espíritu travieso, La pulga en la oreja, Locos de verano, Así es la vida, No hay que llorar, Los muchachos de antes no usaban gomina, Nenucha, la envenenadora de Montserrat, Chicago, Alicia Maravilla, Zorba, el griego, Porteñas, Flores de acero, El champán las pone mimosas, Pobres pero casi honradas, Nosotras que nos queremos tanto, Las chicas del calendario, Venecia, Danza de verano, Sor-presas, entre otras, y en ciclos televisivos como Apasionada, El humor es más fuerte, El día que me quieras, Mamitas, El nieto de don Mateo, Culpables, Kachorra, Tiempo final. 
Durante la década del 2000 actuó en ciclos de gran éxito como Durmiendo con mi jefe, Los Roldán y Amas de casa desesperadas. En 2008 realizó su última intervención cinematográfica hasta la fecha en Ningún amor es perfecto, de Pablo Sofovich. Y en 2011 y 2012 tuvo destacados papeles en El puntero y Sos mi hombre, respectivamente.
En 2012 participó en el álbum Así es mi amor de su hijo Javier Caumont. Junto a él interpretó «Si a veces hablo de ti», que fue la canción ganadora del Diploma de Excelencia en el Festival Internacional de la Canción, en California (Estados Unidos), en 2013.
En 2014 asumió el rol que dejó vacante la primera actriz Norma Pons y que las consagró a ambas como grandes actrices dramáticas: Bernarda Alba en la obra La casa de Bernarda Alba de Federico García Lorca.
En el 2017 compartió escenario con su hijo René Bertrand en la comedia Citas peligrosas, pieza teatral que obtiene el premio a la mejor comedia de la temporada en Villa Carlos Paz.
A principios de 2020, estrena junto a Julio Chávez y Alejandra Flechner la obra Después de nosotros dirigidos por Daniel Barone en el complejo La plaza de la ciudad de Buenos Aires.
Su padre fue el músico y el actor Roberto Fugazot, su madre la actriz y vedette María Esther Gamas. Desde 1970 estuvo casada con el actor César Bertrand (1934-2008). Sus hijos son el cantante Javier Caumont y el actor y director René Bertrand.

## Filmografía
- El karma de Carmen (2014)
- Ningún amor es perfecto (2008)
- El día que me amen (2003)
- Chúmbale (2002)
- Los superagentes contra los fantasmas (1986)
- El rey de los exhortos (1979)
- Mi novia el... (1975)
- Los caballeros de la cama redonda (1973)
- Las locas del conventillo (1966)

## Televisión
- Nada (2023)
- Otros pecados (2019)
- Simona (2018)
- Ultimátum (2016)
- Si solo si (2016)
- Sos mi hombre (2012)
- El puntero (2011)
- B&B (2008)
- Amas de casa desesperadas (2006)
- Los Roldán (2004)
- Durmiendo con mi jefe (2003)
- Kachorra (2002)
- Tiempo final (serie de televisión argentina) (2002)
- Culpables (2001)
- El nieto de don Mateo (2000)
- Mamitas (1999)
- El humor es más fuerte (1994)
- El día que me quieras (1994)
- Apasionada (1993)
- Operación Ja-Já (1991)
- La pensión de la Porota (1990)
- La bonita página (1990)
- Casi una pareja (1982)
- Porcel para todos (1982)
- Un departamento de comedia (1981)
- Alberto y Susana (1980)
- Operación Ja-Já (1967)